# Scottish Masters (snooker)
De Scottish Masters, ook wel bekend door haar gesponsorde namen, de Scottish Masters Lang's of de Regal Scottish Masters, was een niet- ranking professionele snooker toernooi elk jaar gehouden van 1981 tot 2002, met uitzondering van 1988.
Het toernooi was op uitnodiging en werd gehouden op diverse locaties in Schotland, met inbegrip van de Hospitality Inn en de Thistle Hotel (beide in Glasgow) en het Civic Centre in Motherwell. Naar aanleiding van het verbod op tabaksreclame, was het toernooi niet in staat om een nieuwe sponsor vinden en het werd verlaten. Het werd drie keer gewonnen door Steve Davis, Stephen Hendry en Ronnie O'Sullivan.

## Winnaars
| Seizoen                                                   | Winnaar           | Winnaar | Verliezend finalist | Verliezend finalist | Score |
| --------------------------------------------------------- | ----------------- | ------- | ------------------- | ------------------- | ----- |
| Langs Supreme Scottish Masters (niet als rankingtoernooi) |                   |         |                     |                     |       |
| 1981/1982                                                 | Jimmy White       | ENG     | Cliff Thorburn      | CAN                 | 9-4   |
| 1982/1983                                                 | Steve Davis       | ENG     | Alex Higgins        | NIR                 | 9-4   |
| 1983/1984                                                 | Steve Davis       | ENG     | Tony Knowles        | ENG                 | 9-5   |
| 1984/1985                                                 | Steve Davis       | ENG     | Jimmy White         | ENG                 | 9-4   |
| 1985/1986                                                 | Cliff Thorburn    | CAN     | Willie Thorne       | ENG                 | 9-7   |
| 1986/1987                                                 | Cliff Thorburn    | CAN     | Alex Higgins        | NIR                 | 9-8   |
| 1987/1988                                                 | Joe Johnson       | ENG     | Terry Griffiths     | WAL                 | 9-7   |
| Regal Scottish Masters (niet als rankingtoernooi)         |                   |         |                     |                     |       |
| 1989/1990                                                 | Stephen Hendry    | SCO     | Terry Griffiths     | WAL                 | 10-1  |
| 1990/1991                                                 | Stephen Hendry    | SCO     | Terry Griffiths     | WAL                 | 10-6  |
| 1991/1992                                                 | Mike Hallett      | ENG     | Steve Davis         | ENG                 | 10-6  |
| 1992/1993                                                 | Neal Foulds       | ENG     | Gary Wilkinson      | ENG                 | 10-8  |
| 1993/1994                                                 | Ken Doherty       | IRL     | Alan McManus        | SCO                 | 10-9  |
| 1994/1995                                                 | Ken Doherty       | IRL     | Stephen Hendry      | SCO                 | 9-7   |
| 1995/1996                                                 | Stephen Hendry    | SCO     | Peter Ebdon         | ENG                 | 9-5   |
| 1996/1997                                                 | Peter Ebdon       | ENG     | Alan McManus        | SCO                 | 9-6   |
| 1997/1998                                                 | Nigel Bond        | ENG     | Alan McManus        | SCO                 | 9-8   |
| 1998/1999                                                 | Ronnie O'Sullivan | ENG     | John Higgins        | SCO                 | 9-7   |
| 1999/2000                                                 | Matthew Stevens   | WAL     | John Higgins        | SCO                 | 9-7   |
| 2000/2001                                                 | Ronnie O'Sullivan | ENG     | Stephen Hendry      | SCO                 | 9-6   |
| 2001/2002                                                 | John Higgins      | SCO     | Ronnie O'Sullivan   | ENG                 | 9-6   |
| 2002/2003                                                 | Ronnie O'Sullivan | ENG     | John Higgins        | SCO                 | 9-4   |